# 时空幽客
《时空幽客》是奥冬和兰兰画的漫画，在2011年8月分别在天津、北京两地参加新书签售。讲述少年发明家雷阿伦，和伙伴一起研制出能穿梭时间与空间的时空仪。在《漫画世界》连载。其一作者奥冬2001年开始创作漫画，2007年与兰兰合作。在第5、6册完结。